# Нікулешть (Алба)
Нікулешть, Нікулешті (рум. Niculești) — село у повіті Алба в Румунії. Входить до складу комуни Хоря.
Село розташоване на відстані 335 км на північний захід від Бухареста, 67 км на північний захід від Алба-Юлії, 57 км на південний захід від Клуж-Напоки.

## Населення
За даними перепису населення 2002 року у селі проживали 59 осіб, усі — румуни. Усі жителі села рідною мовою назвали румунську.